# GPhoto
gPhoto — набор программного обеспечения для работы с цифровыми фотокамерами для UNIX-подобных операционных систем.
gPhoto — свободное программное обеспечение, распространяемое под лицензией GNU LGPL

## Состав набора
- Библиотека libgphoto2 (драйвер).
- Консольная утилита gphoto2.
- Графическая утилита gtkam, использующая библиотеки графического интерфейса GTK+.
- Файловая система gphotofs, реализованная на FUSE, которая позволяет монтировать носитель цифровой фотокамеры как Linux раздел.

Также существует поддержка libgphoto2 в сторонних приложениях, например: digiKam, gThumb. F-Spot или Gtkam.

## Особенности
- Работа с цифровым носителем фотокамеры.
- Управление цифровыми фотоаппаратами[2].
- Поддержка протоколов PTP и MTP.
- Поддержка более 1300 фотоаппаратов. В списке фигурируют как камеры, встроенные в мобильный телефон, так и DSLR фотоаппараты профессионального класса[3].